# Guardia di Finanza
Die Guardia di Finanza (deutsch „Finanzwache“, „Finanzwacht“, „Finanzpolizei“) ist eine spezialisierte italienische Polizeitruppe, die dem Ministerium für Wirtschaft und Finanzen in Rom untersteht. Sie ist vor allem für die Bekämpfung der Wirtschaftskriminalität zuständig. Die Guardia di Finanza ist militärisch organisiert und übernimmt im Verteidigungsfall im Rahmen der Streitkräfte Grenzsicherungsaufgaben. Ihre derzeit rund 61.000 Angehörigen haben Kombattantenstatus.

## Aufgaben
Die Guardia di Finanza ist eine Finanz- und Zollpolizei und als solche für die Bekämpfung eines sehr großen Spektrums der Wirtschaftskriminalität zuständig (Steuerhinterziehung, Schwarzarbeit, Geldwäsche, Wucher, Betrug, illeg. Glücksspiel, Geldfälschung, Schmuggel, Drogenhandel, Produktpiraterie, Urheberrechtsvergehen, unlauterer Wettbewerb, organisierte Wirtschaftskriminalität, Terrorismusfinanzierung usw.). Zu unterscheiden sind in diesem Zusammenhang besonders die allgemeine Steuer- und Zollverwaltung (Agenzia delle Entrate, Agenzia delle Dogane) und die separate Steuer- und Zollfahndung, die in der Guardia di Finanza zusammengefasst sind. Eine der Hauptaufgaben liegt in der Überwachung der Zollgrenze. Damit einher gehen Aufgaben des allgemeinen Grenzschutzes. Wegen der langen Küstenlinie verfügt die Guardia di Finanza über eine große Flotte an bewaffneten Patrouillenbooten und Hubschraubern sowie über einige Seeaufklärungsflugzeuge der Typen ATR 72 und ATR 42MP. Im Verteidigungsfall können diese Kräfte als integraler Bestandteil der Streitkräfte verwendet werden. Zusammen mit Polizei und Carabinieri kann sie nach Weisung des Innenministeriums (das für die Koordinierung aller Polizeien in Italien zuständig ist) auch allgemeine Polizeiaufgaben übernehmen. Die Notrufnummer ist 117.

## Geschichte
Die Guardia di Finanza ist als älteste italienische Polizeitruppe eng mit der Geschichte des italienischen Nationalstaates und seiner Keimzelle, dem Königreich Sardinien-Piemont verwoben. Fast alle italienischen Institutionen sind älter als der italienische Nationalstaat selbst, da sie piemontesischen Ursprung haben (Bsp.: Carabinieri, gegr. 1814 im Piemont; Staatspolizei, gegr. 1852; usw.)
Nach offizieller Darstellung wurde die Guardia di Finanza (bzw. deren Vorläuferorganisation) am 5. Oktober 1774 von König Viktor Amadeus III. als Legione Truppe Leggere („Legion leichte Truppen“) aufgestellt und mit der Bewachung der Grenzen, insbesondere mit der Bekämpfung des Schmuggels beauftragt (Zölle waren damals eine der wichtigsten Einnahmequellen der europäischen Staaten). In den 1820er-Jahren wurde die Legione Truppe Leggere in die allgemeinen Revolten gegen die Restauration verwickelt und aufgelöst. Ihre Aufgaben wurden von einem neuen bewaffneten Ableger der zivilen Zollverwaltung (corpo dei preposti doganali) übernommen. Etwa ein Jahrzehnt danach gab Österreich seiner Zoll- bzw. Finanzwache in der Lombardei und in Venetien den italienischen Namen „Guardia di Finanza“, der auch schon während der napoleonischen Zeit in Italien Verwendung gefunden hatte.
Nach der Einigung Italiens konnten die Zolldienste der anderen italienischen Staaten auf Grund sehr unterschiedlicher Strukturen nicht ohne weiteres in die piemontesische Verwaltung eingegliedert werden. Mit den vorhandenen Ressourcen wurde eine neue Zollverwaltung aufgebaut und 1862 das Corpo delle Guardie Doganali aufgestellt, weshalb dieses Jahr eher als Gründungsjahr bezeichnet werden kann. Bereits 1881 wurde die Truppe unter Bezugnahme auf frühere Modelle in Corpo della Regia Guardia di Finanza („Königliches Finanzwachtkorps“) umbenannt, weil zu den Zollfahndungsaufgaben bereits andere finanzpolizeiliche Aufgaben hinzugekommen waren. Auch unter Berufung auf die Legione Truppe Leggere erhielt die Guardia di Finanza 1907 den Status einer militärisch organisierten Polizei und nahm somit auch am Ersten Weltkrieg und am Zweiten Weltkrieg sowie an einigen Kolonialkriegen teil. Ihren endgültigen Namen erhielt die Truppe 1946. Mit der Abschaffung der Monarchie entfiel die Bezeichnung „Königliches“ (Finanzwachtkorps), doch behielt die Guardia di Finanza ihre militärische Ausrichtung trotz mancher Reformvorschläge der radikalen Partei bei. Traditionell wurde die Position des Comandante Generale (Chef der GdF) extern mit einem Drei-Sterne-General des Heeres besetzt. Seit 2000 (im Zug der Konstituierung der Carabinieri als vierter Teilstreitkraft) hat auch der kommandierende General der Guardia di Finanza vier Sterne und kann aus den eigenen Reihen kommen.

## Organisation

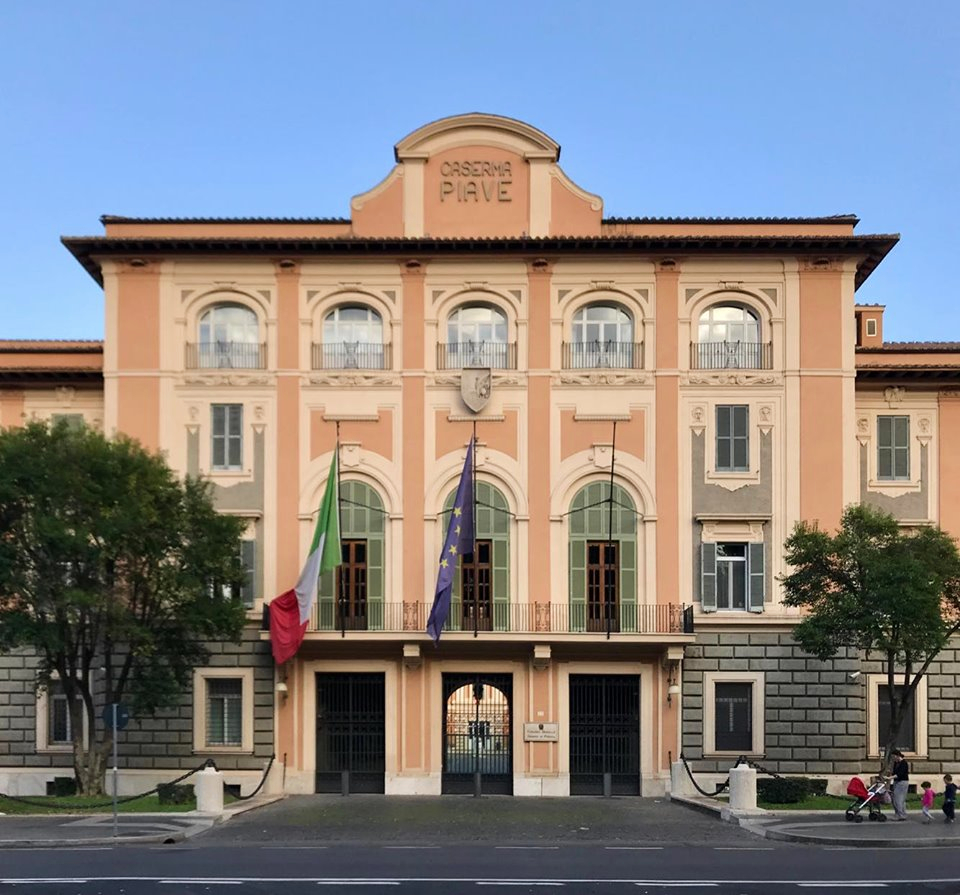
Sitz des Generalkommandos der Guardia di Finanza in Rom

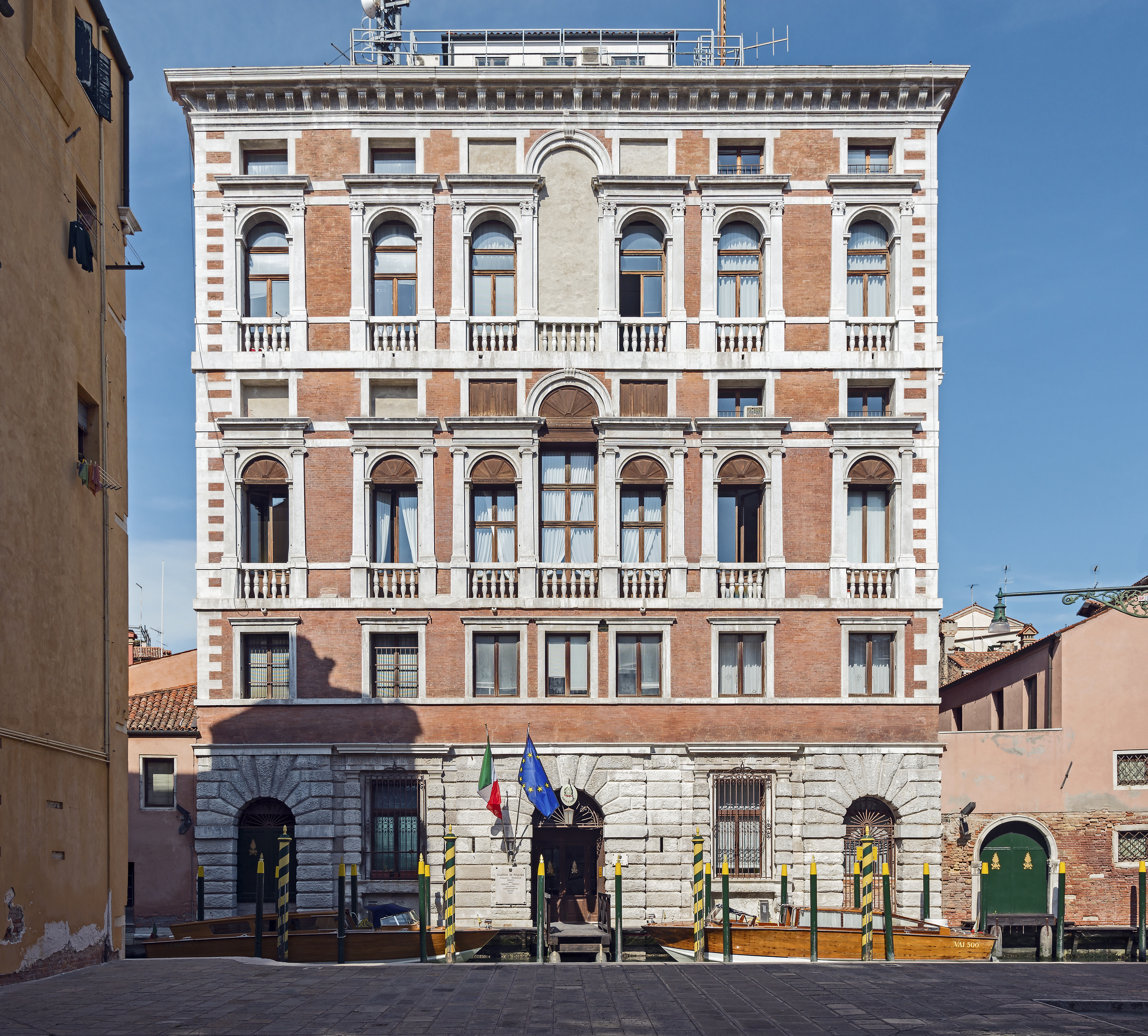
Palazzo Corner Mocenigo in Venedig, Sitz des Regionalkommandos Venetien und einer Außenstelle des Museums der Guardia di Finanza

Das Comando Generale (Oberkommando) der Guardia di Finanza hat seinen Sitz in der Caserma Piave (⊙) in Rom. Dem Comandante Generale, einem Generalleutnant in besonderer Dienststellung (mit viertem funktionalem Stern), unterstehen vier Bereiche (Stand 2021):
- Territoriale Organisation: 6 überregionale, von Drei-Sterne-Generalen geführte Kommandos mit Sitz in Mailand, Venedig, Florenz, Rom, Neapel und Palermo
  - 20 Regionalkommandos in den Hauptstädten der italienischen Regionen. Diesen Kommandos unterstehen unmittelbar die regionalen Steuerpolizeieinheiten (Nucleo Regionale di Polizia Economico Finanziaria) sowie Spezialeinheiten zur Bekämpfung der Organisierten Kriminalität und des Drogenhandels.
  - ca. 100 Provinzkommandos in den Provinzen. Sie bilden die wichtigste operative Führungsebene, denen eine unterschiedliche Anzahl von Kompanie- und Stationskommandos unterstehen. Die Kommandos führen auch die Steuerpolizeieinheiten auf Provinzebene (Nucleo Provinciale di Polizia Economico Finanziaria; ehemals Polizia Tributaria). Einige Provinzkommandos verfügen auch über Einheiten zur Bergrettung.
  - 15 Regionale Einheiten zur See (Reparto Operativo Aeronavale – ROAN) in Ancona, Bari, Cagliari, Civitavecchia, Como, Genua, Livorno, Neapel, Palermo, Pescara, Rimini, Termoli, Triest, Vibo Valentia, Venedig (Hochsee- und Fliegereinheiten siehe unten)

- Sondereinheiten (Rom, Drei-Sterne-General):
  - Kommando für den Schutz von Wirtschaft und Finanzen (Comando Tutela Economia e Finanza)
    - Steuerhinterziehung (Nucleo Speciale Entrate)
    - Staatsausgaben, Betrugsbekämpfung (Nucleo Speciale Spesa Pubblica e Repressione Frodi Comunitarie)
    - Finanz- und Wirtschaftskriminalität (Finanzmärkte, Intermediäre, Geldwäsche, Kapitalverkehr, Terrorfinanzierung) (NSPV – Nucleo Speciale Polizia Valutaria)
    - Wirtschaftskartelle (Nucleo Speciale Antitrust)

  - Zentraler Ermittlungsdienst Organisierte Kriminalität (SCICO – Servizio Centrale di Investigazione sulla Criminalità Organizzata)
  - Dienststellen für Sonderaufgaben (Comando Unità Speciali)
    - Unterstützung parlamentarischer Untersuchungen (Nucleo Speciale Commissioni Parlamentari d’Inchiesta)
    - Datenschutz, Computerkriminalität (Nucleo Speciale Tutela Privacy e Frodi Tecnologiche)
    - Markt- und Produktpiraterie (Nucleo Speciale Beni e Servizi)
    - Korruptionsbekämpfung (Nucleo Speciale Anticorruzione)

  - Unterstützung (Technik, Logistik, Verwaltung) (Reparto Tecnico Logistico e Amministrativo dei Reparti Speciali)

- Zentrales Kommando der see- und luftgestützten Einheiten (Rom, Drei-Sterne-General)
  - Einsatzkommando der see- und luftgestützten Einheiten (Pratica di Mare)
    - Fliegende Seeaufklärungseinheit in Pratica di Mare (weitere fliegende Einheiten in Bozen, Venegono Superiore, Genua, Venedig, Rimini, Pisa, Pescara, Pratica di Mare, Neapel, Grottaglie, Bari, Lamezia Terme, Catania, Palermo und Cagliari unterstehen Regionalkommandos)
    - Hochseeeinheiten in Tarent, Messina und Cagliari, jeweils mit dazugehöriger fliegender Komponente (kleinere Stützpunkte und Einheiten unterstehen Regionalkommandos)

  - Logistikzentrum der seegestützten Einheiten (Formia)
  - Logistikzentrum der luftgestützten Einheiten (Pratica di Mare)

- Rekrutierung, Aus- und Fortbildung (Rom, Dreisternegeneral)
  - Akademie der Guardia di Finanza in Bergamo
  - Unteroffiziersschule in L’Aquila
  - Ausbildungskommando für Mannschaften in Bari mit Schulen in Bari (Land), Predazzo (Gebirge) und Gaeta (See) (Predazzo und Gaeta auch für höhere Dienstgrade)
  - Steuerpolizeischule in Ostia
  - Sonderausbildungszentrum in Orvieto
  - Sportzentrum in Rom
  - Zentrales Rekrutierungszentrum in Rom

Die Gebirgsschule in Predazzo ist auch das organisatorische Zentrum des kleinen, etwa 300 Personen umfassenden Bergrettungsdienstes (nicht nur in den Alpen) der Guardia di Finanza. Dieser ist Teil der territorialen Organisation und besteht neben dem CNSAS und anderen Hilfsorganisationen.
An der Schule in Orvieto wird das Personal von kleinen Spezialeinsatzkommandos (ATPI – Antiterrorismo pronto impiego) ausgebildet, die Teil der territorialen Organisation sind. Es handelt sich nicht um Spezialeinheiten im engeren Sinn. Die ATPI-Angehörigen sind an grünen Baretten zu erkennen.

## Personalstruktur
Das Personal der Guardia di Finanza gliedert sich in Offiziere (über 3000; höherer Dienst), Unteroffiziere mit Portepee (rund 25000; gehobener Dienst), sowie in Unteroffiziere ohne Portepee und Mannschaften (über 33000; mittlerer Dienst). Das Äquivalent des einfachen Dienstes besteht nach der Einführung der neuen, gehobenen Unteroffizierslaufbahn nicht mehr. In diese neue Laufbahn können Abiturienten direkt einsteigen, wobei in der Ausbildungszeit ein dreijähriges Studium (Bachelor) zu absolvieren ist.
- Dienstgrade der italienischen Polizeikräfte

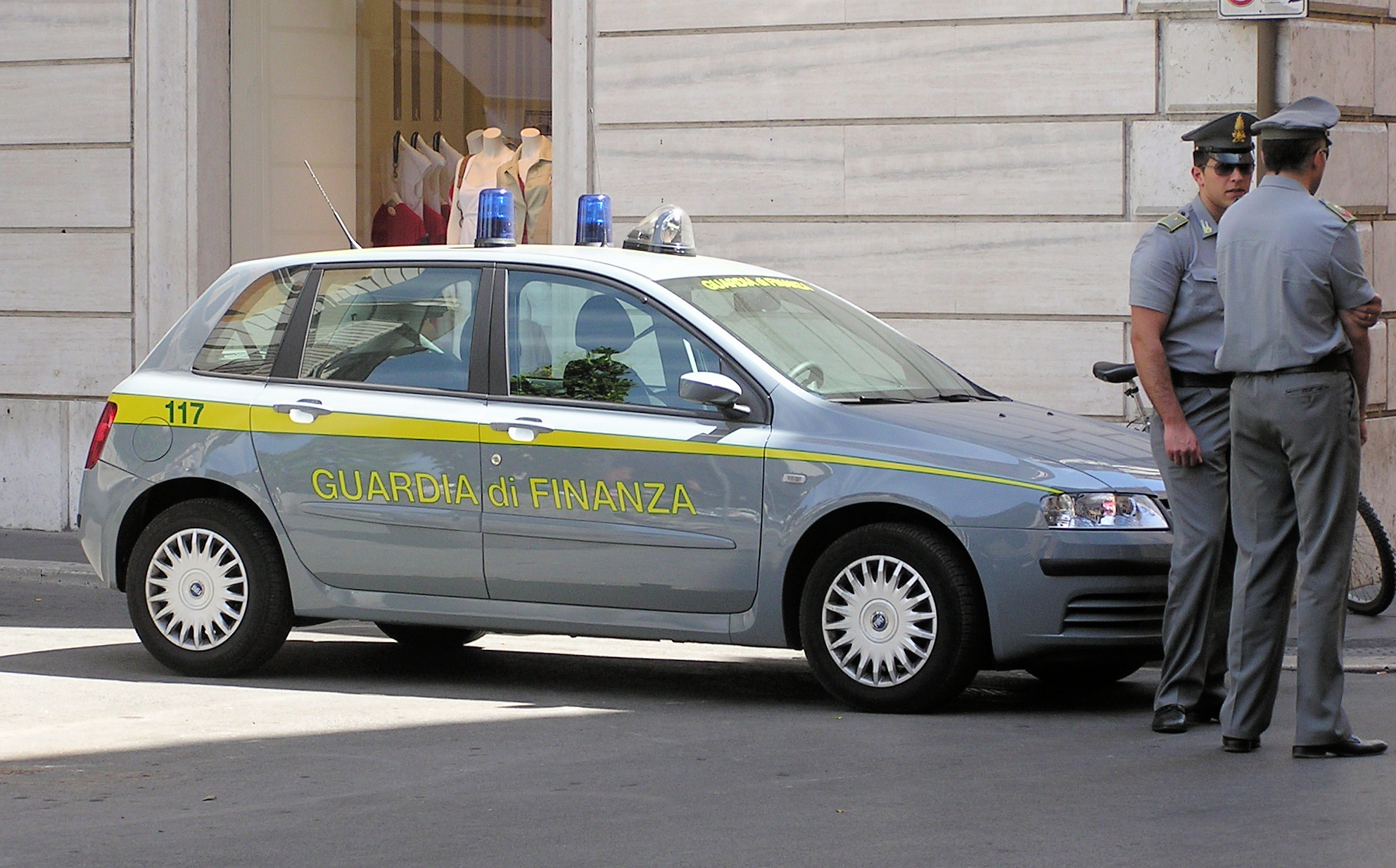
Einsatzfahrzeug und Angehörige der Guardia di Finanza
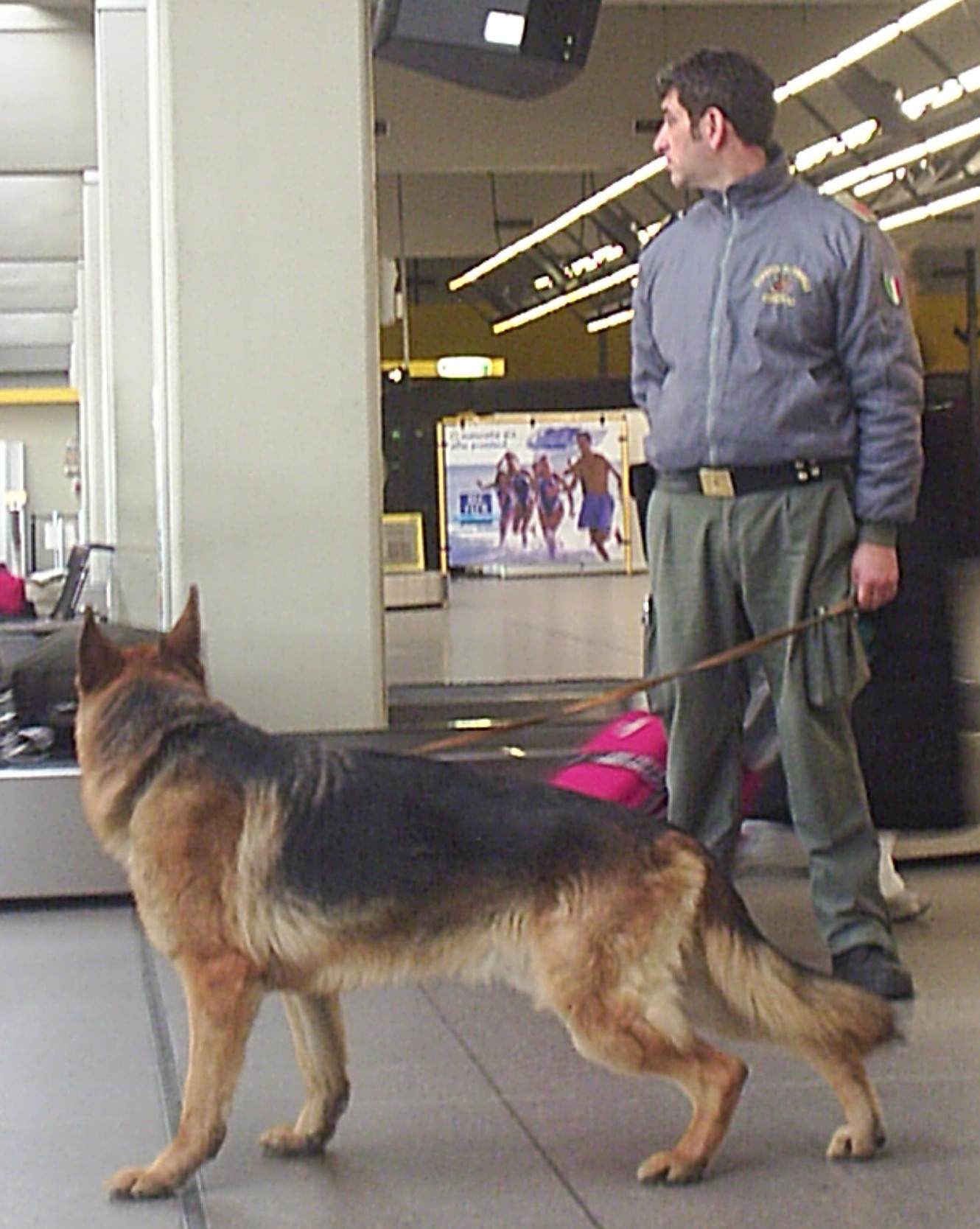
Hundeführer
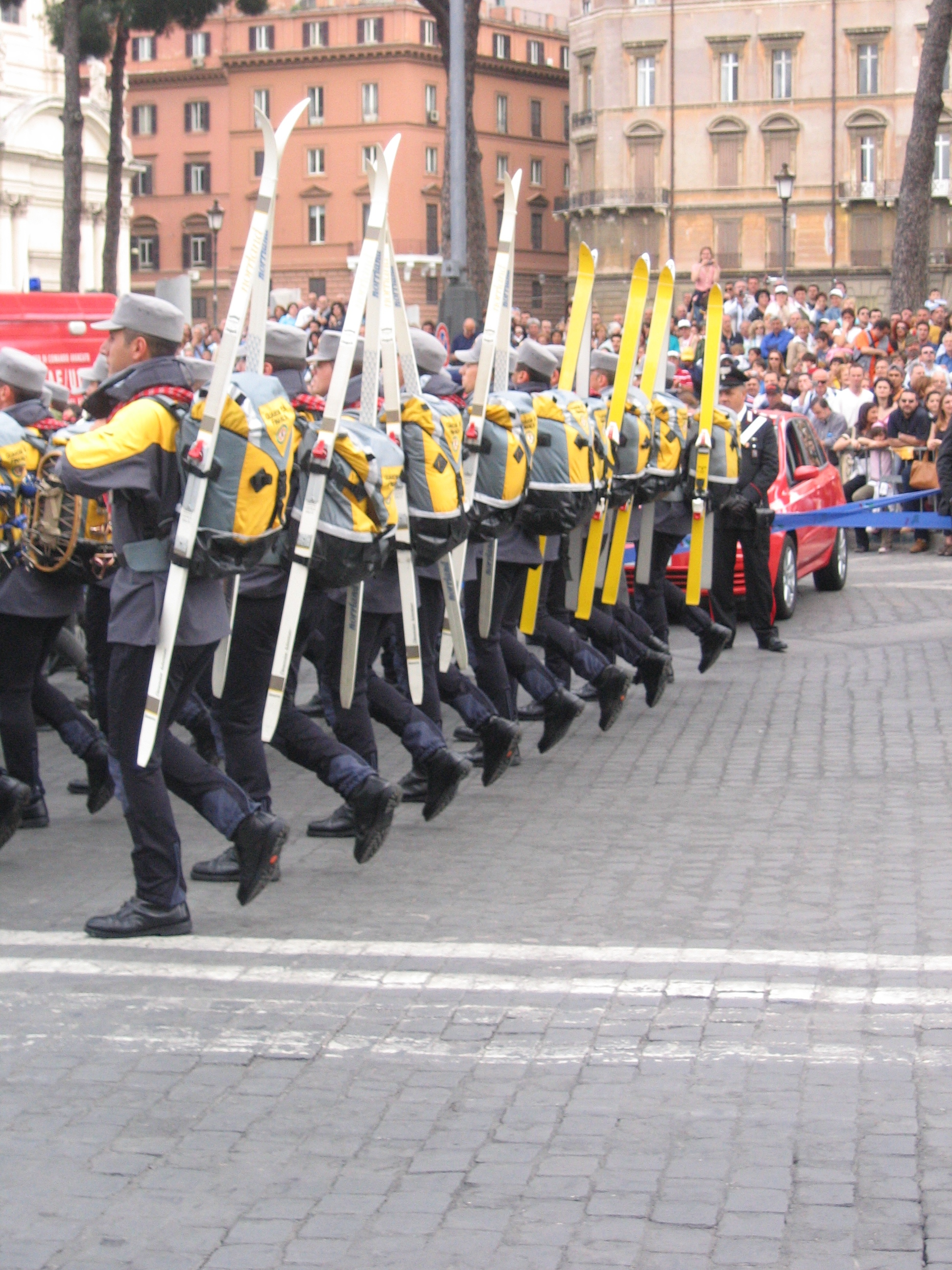
Alpineinheit
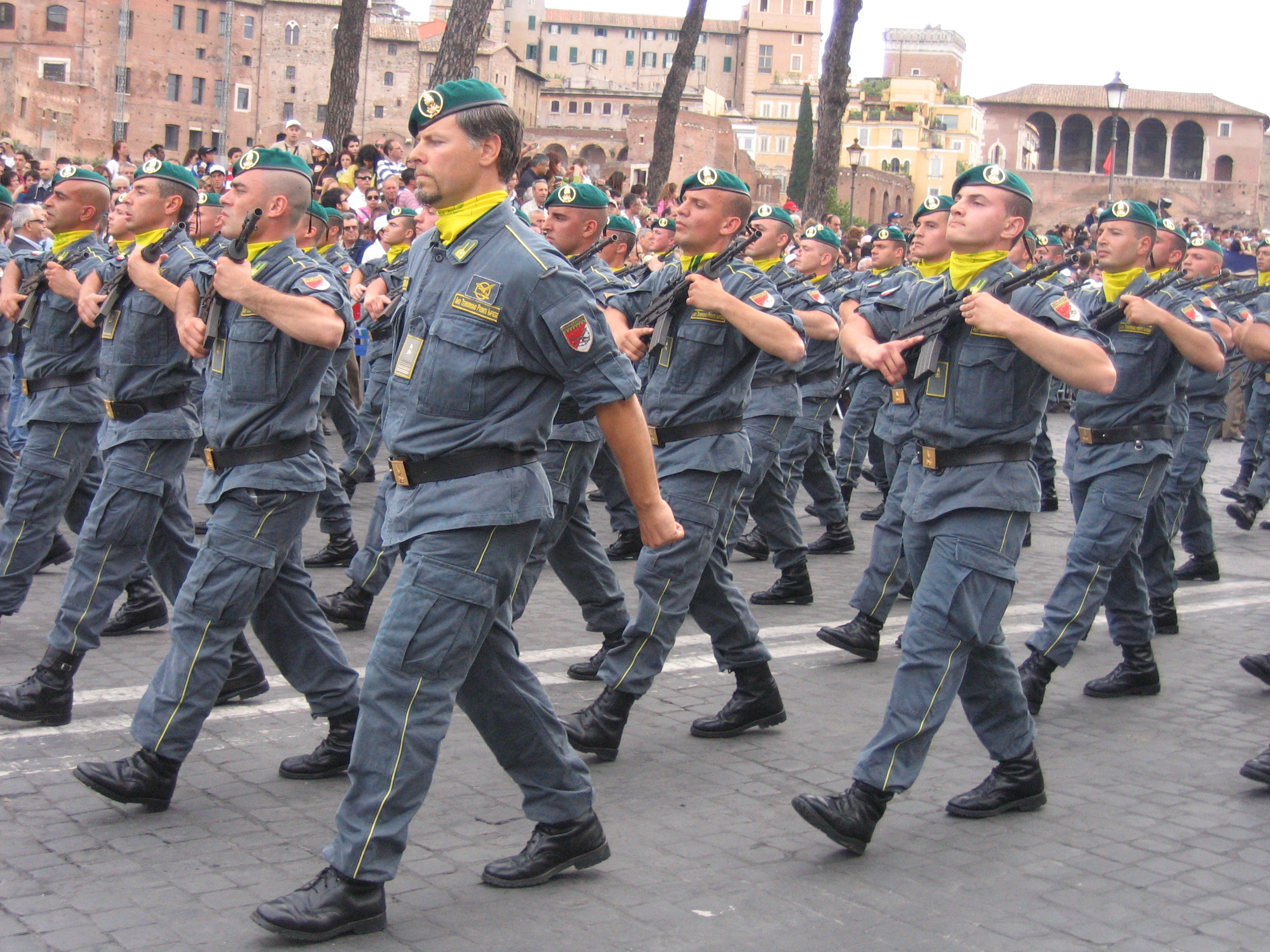
Angehörige der Einheit Antiterrorismo – Pronto Impiego (ATPI)
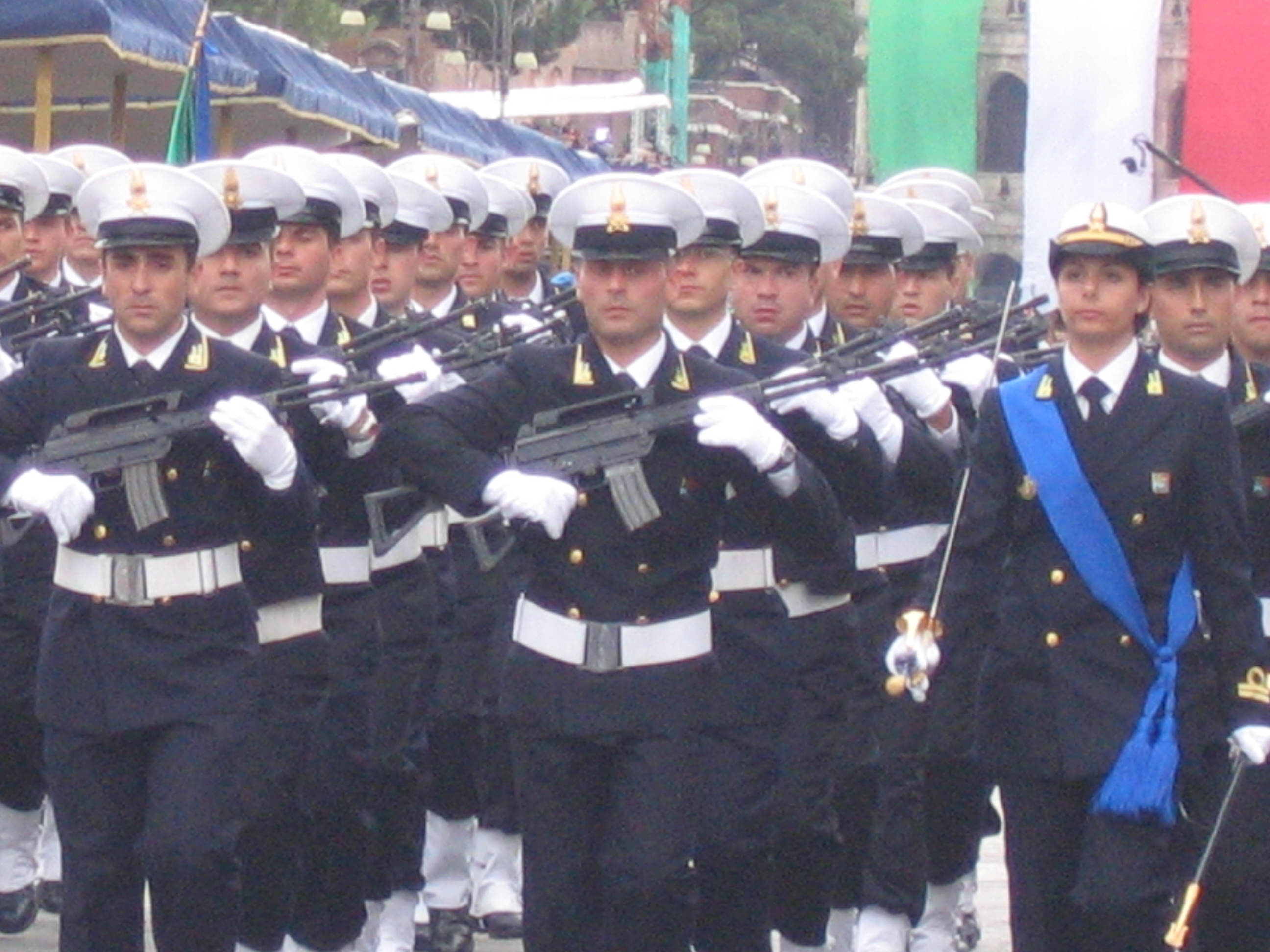
Hochseeeinheit. Die blaue Schärpe wird nur von Offizieren getragen.

## Ausstattung

### Seegängige Wasserfahrzeuge
Anders als beim deutschen Zoll liegt der Schwerpunkt der seegehenden Einheiten auf sehr schnellen Booten (30–70 Knoten), vorwiegend für Tageseinsätze, die hauptsächlich zur Bekämpfung des Schmuggels an der langen Küstenlinie dienen. Für diesen Zweck sind Fahrzeuge mit hoher Operationsgeschwindigkeit wichtig; die Levriero-Klasse ist mit 70 Knoten Höchstgeschwindigkeit eines der schnellsten Behördenboote in Europa. Auch die Corrubia-Klasse, die derzeit etwa die Hälfte der seegängigen Guardacoste (d. h. Patrouillenbooten mit längerer Einsatzzeit) stellt, hat eine für ihre Größe von 94 Tonnen beachtliche Maximalgeschwindigkeit von 42 Knoten. Aufgebrachte Schmugglerboote werden bei gutem Zustand in den Bestand der Behörde überführt; diese sind in der Klasse V.1600 zusammengefasst. Alle größeren Boote sind mit Kanonen oder fest montierten Maschinengewehren ausgestattet.
Die Zahlen geben an, wie viele Fahrzeuge einer Klasse beschafft wurden oder in Dienst sind (in Klammern Verdrängung in Tonnen, Höchstgeschwindigkeit in Knoten und Bordwaffen; Stand 2021):
- 1 Schulschiff Giorgio Cini (54 m, 770 t, 14 kn, 2 MG)
- 1 Segelboot (GRIFONE III, 18,5 m Länge, 250 m² Segelfläche, ehemaliges aufgebrachtes Schmugglerboot)
- 2 Pattugliatori der Monti-Klasse (55 m, 490 t, 28 kn, Reichweite 2000 Meilen, 3 12,7mm MG)[9][10]
- 1 Pattugliatore der Denaro-Klasse (51 m, 320 t, 36,6 kn, 30-mm-Kanone, 2 MG)[11][12]
- 2 Pattugliatori der Mazzei-Klasse (35 m, 116 t, 38 kn, 30-mm-Kanone, 1 MG; Ausbildung)
- 24 Guardacoste der Corrubia-Klasse (27 m, 94 t, 42 kn, 30-mm-Kanone, 2 MG)[13]
- 26 Guardacoste der Bigliani-Klasse (27–28 m, 90–95 t, 40–43 kn, 30-mm-Kanone, 2 MG)[14]
- 23 Guardacoste der Buratti-Klasse (22 m, 55 t, 30 kn, 1 12,7mm MG)[15]
- 12 Vedette der V.6000 Levriero-Klasse (16 m, 16 t, 72 kn)[16]
- 40 Vedette der V.1600-Klasse (eingezogene Boote verschiedener Bauart, bis 70 kn)[17]
- 20 Vedette der V.5000-Klasse (16 m, 27 t, 52 kn, 1 MG)[18]
- 77 Vedette der V.2000-Klasse (13 m, 11 t, 45 kn)[19][20]
- 8 Vedette der V.3000-Klasse (11,8 m, 6 t, 50 kn) für den Einsatz auf den norditalienischen Seen[21]
- Zahlreichere kleinere Boote

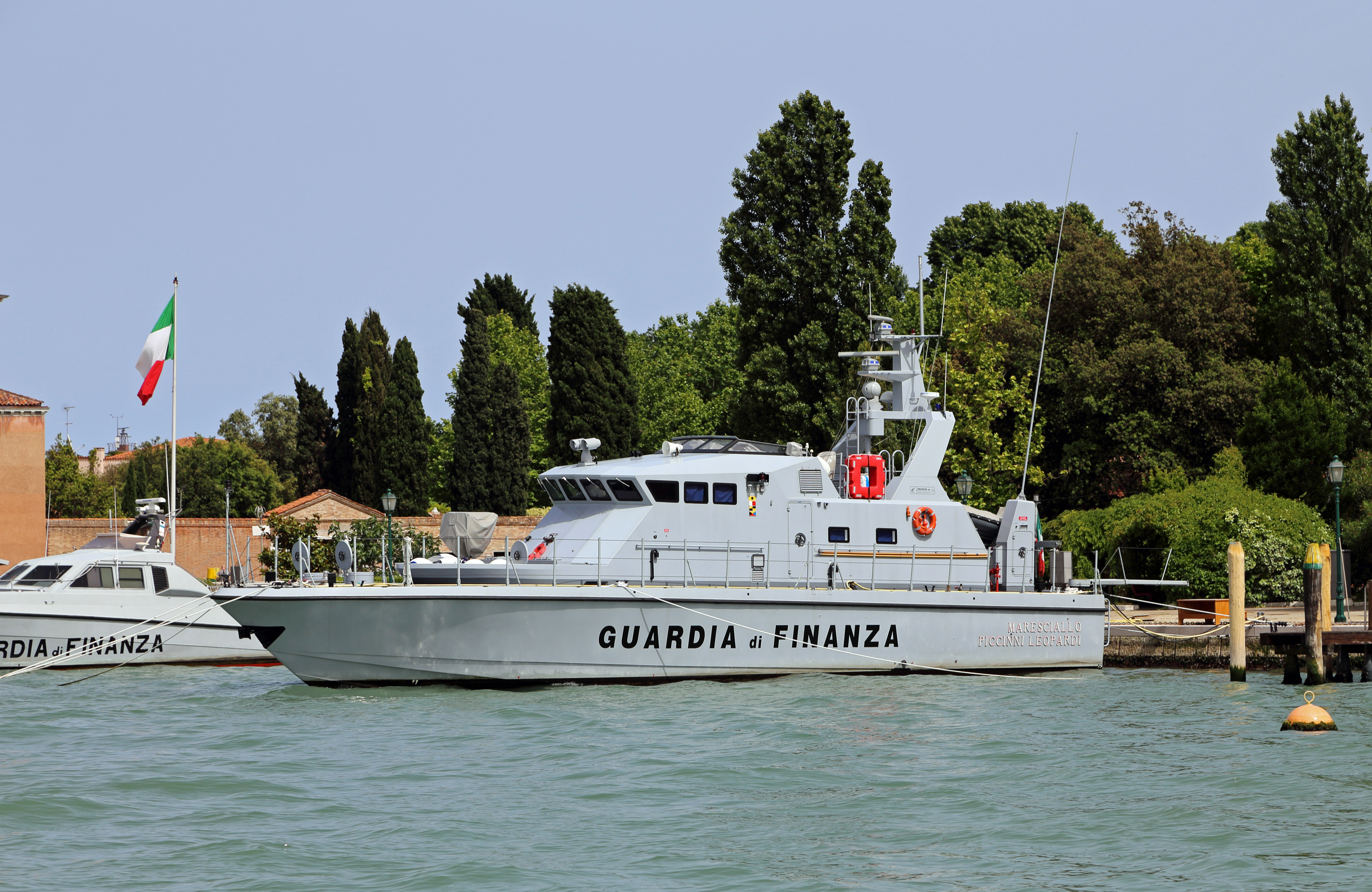
Guardacoste G218 „Buratti“-Klasse
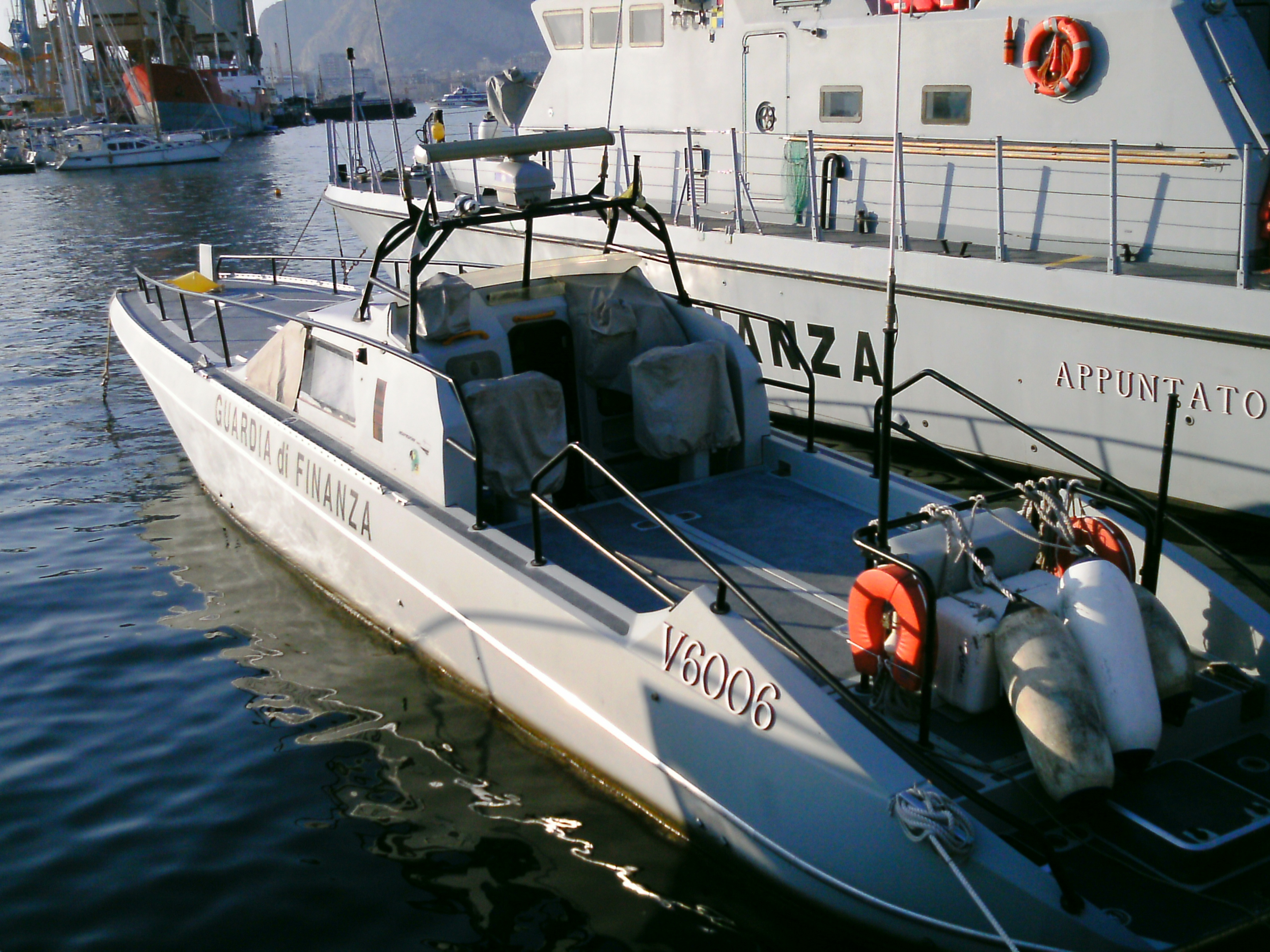
Vedetta der V.6000 „Levriero“-Klasse
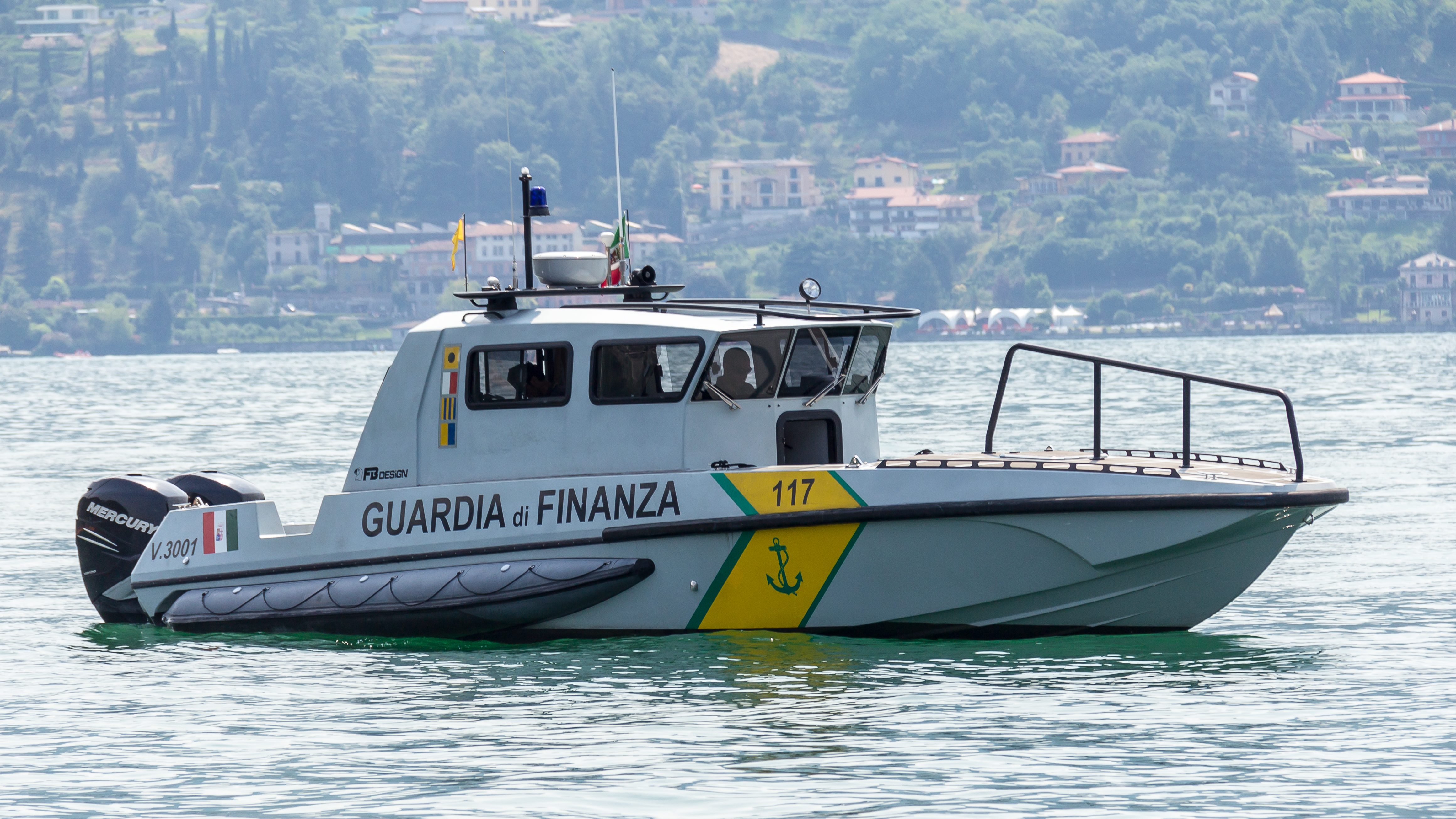
Vedetta der V.3000 Klasse auf dem Lago d'Iseo
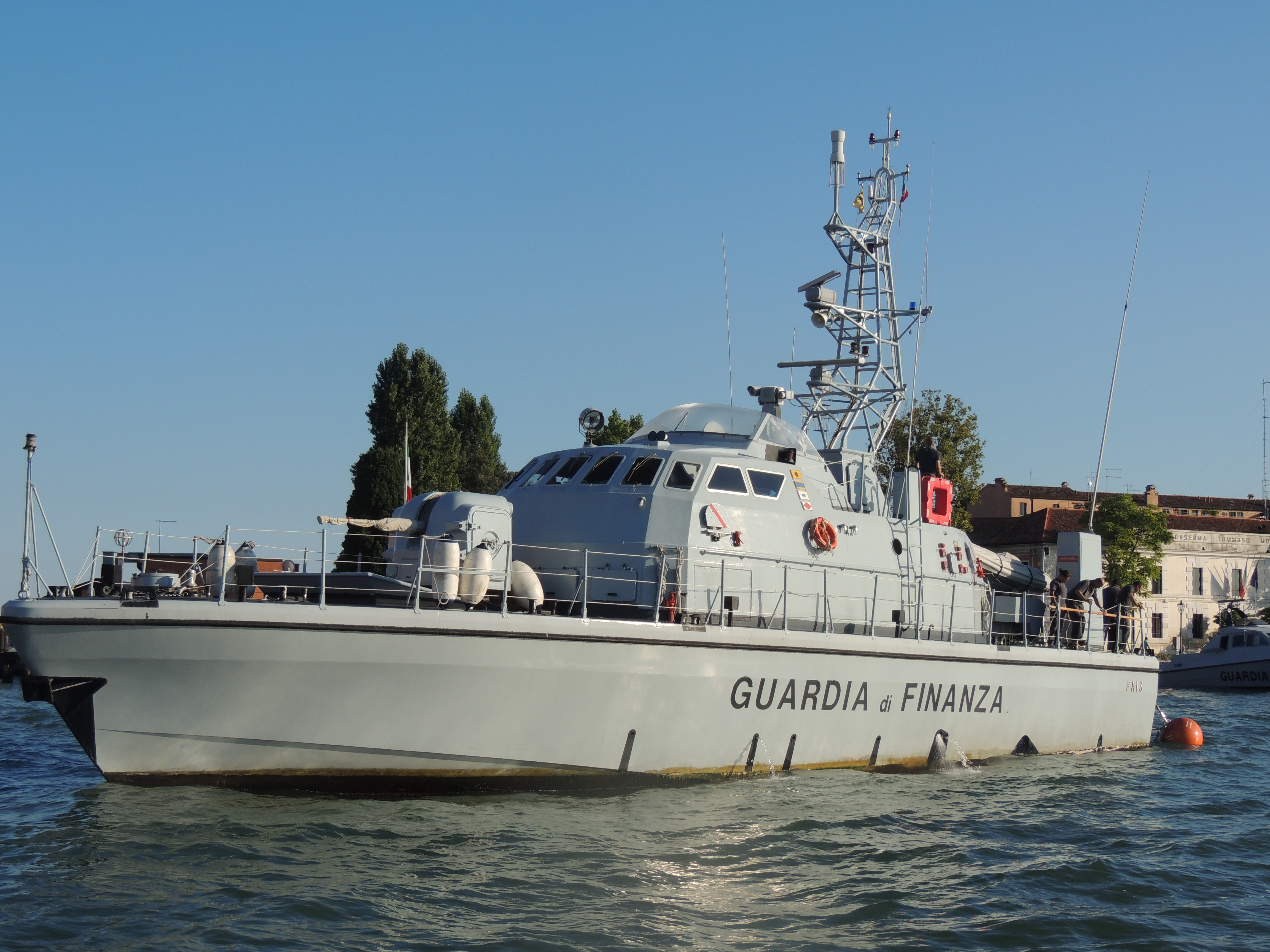
Guardacoste G97 „Fais“ der Corrubia-Klasse
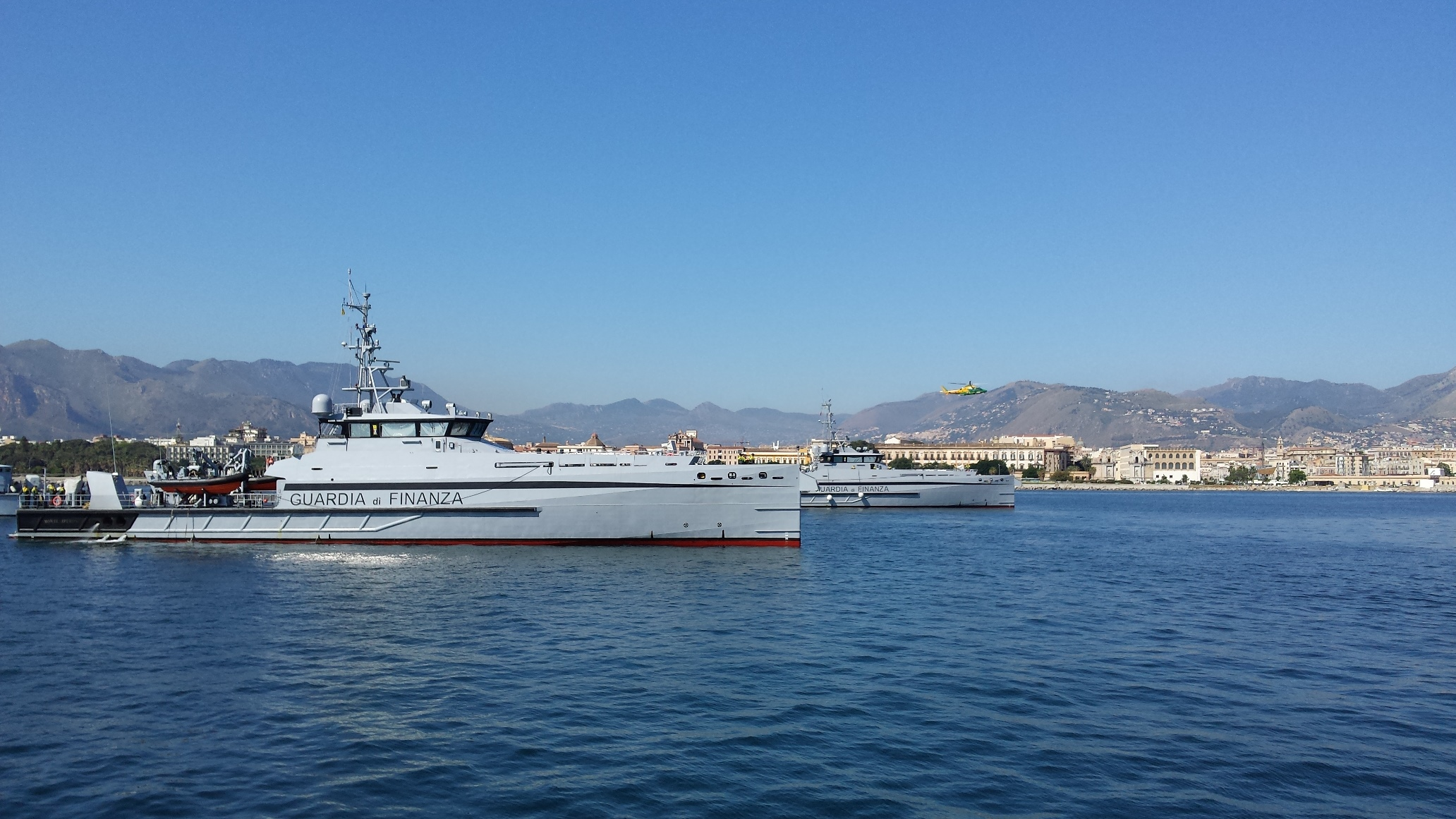
Pattugliatori der „Monti-Klasse“ beim Einlaufen in Palermo

### Luftfahrzeuge
- Siehe Liste der aktiven Luftfahrzeuge der Guardia di Finanza

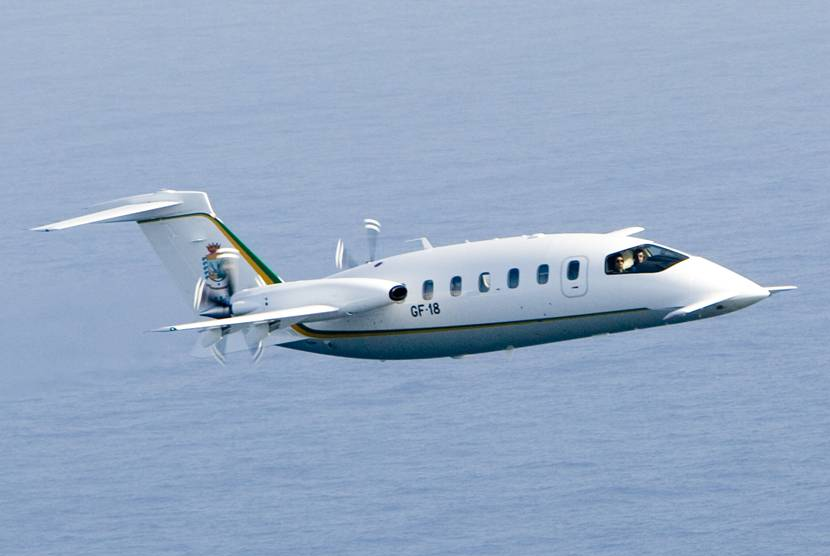
Piaggio P.180
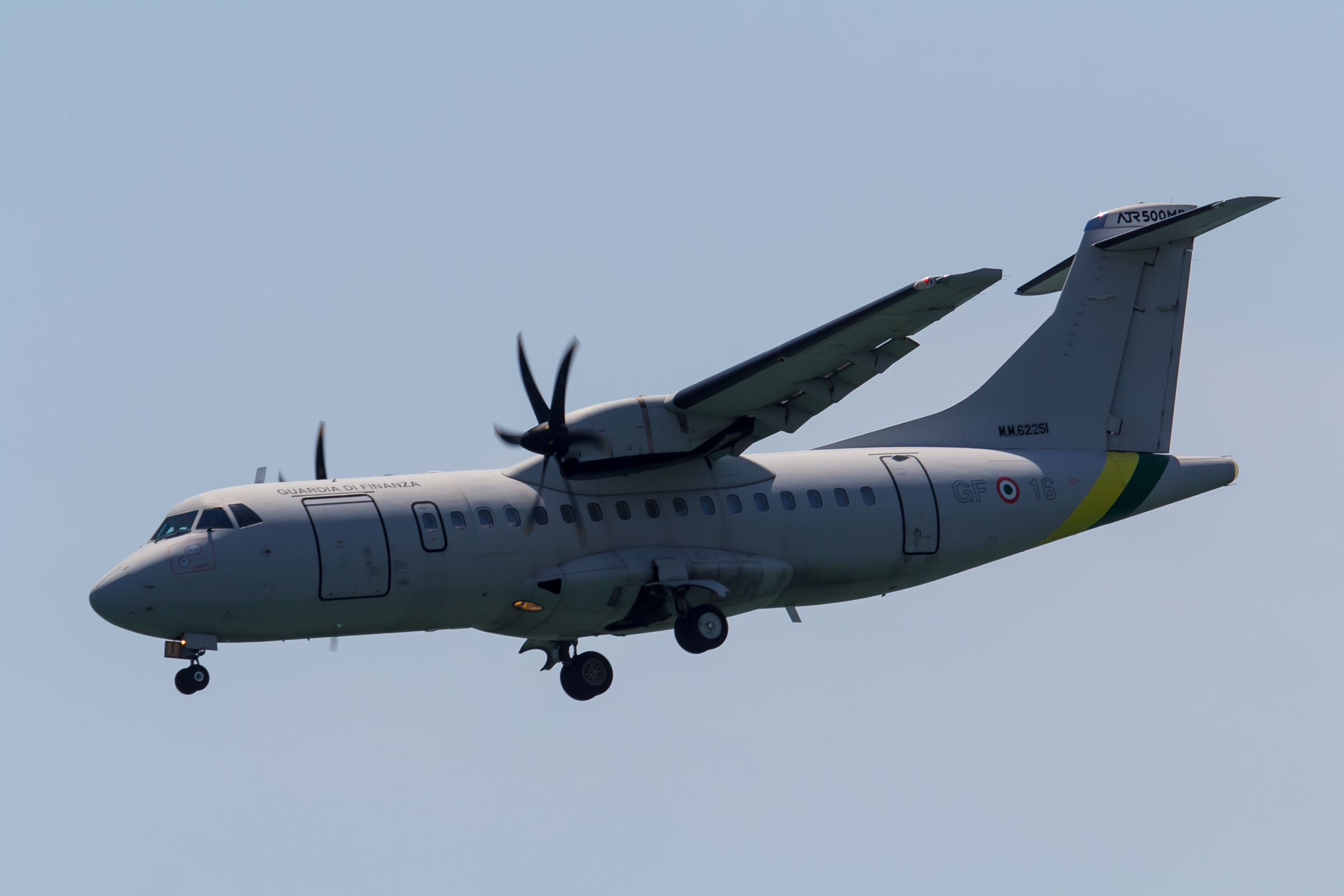
ATR 42MP
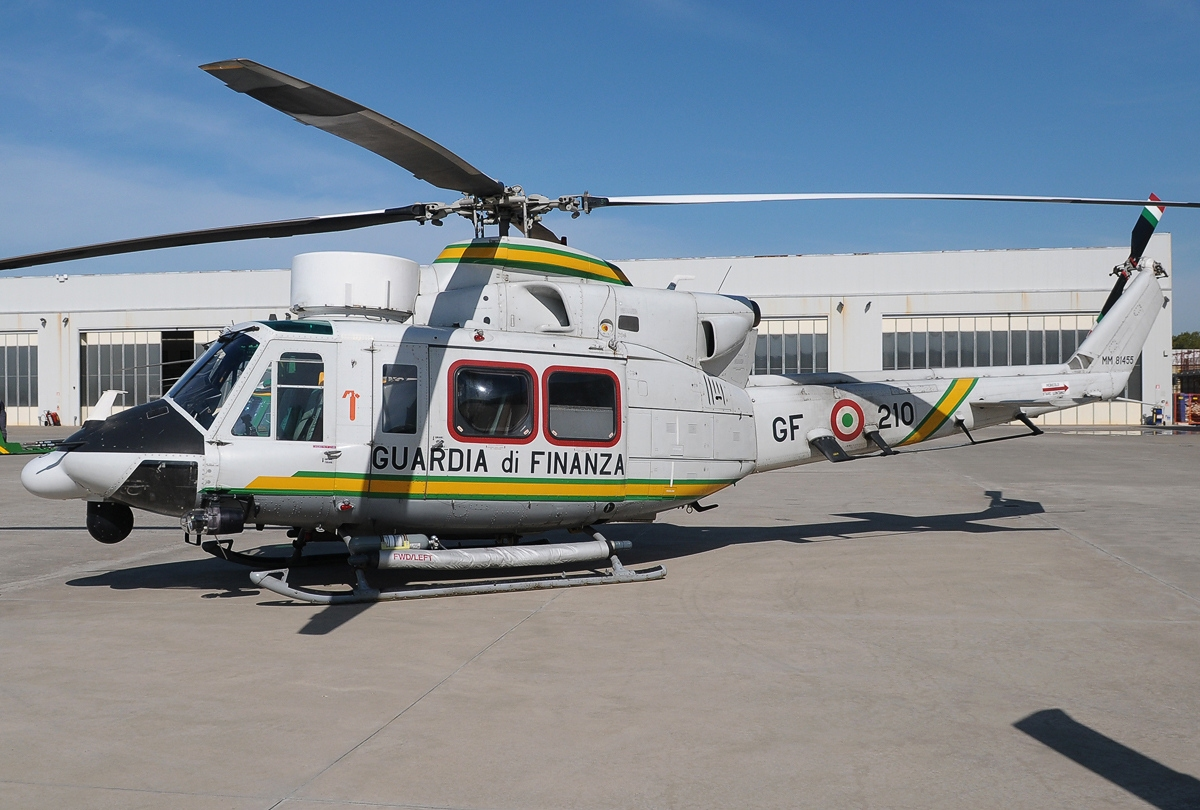
AB412
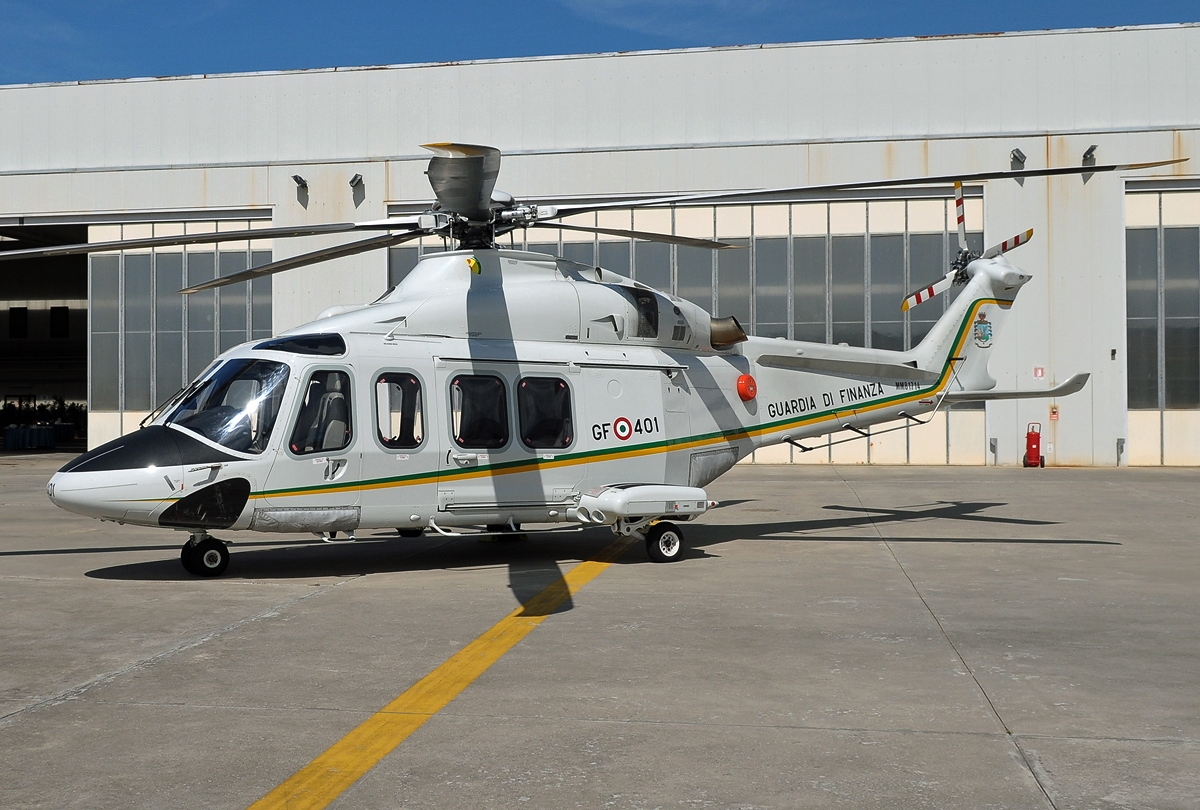
AW139
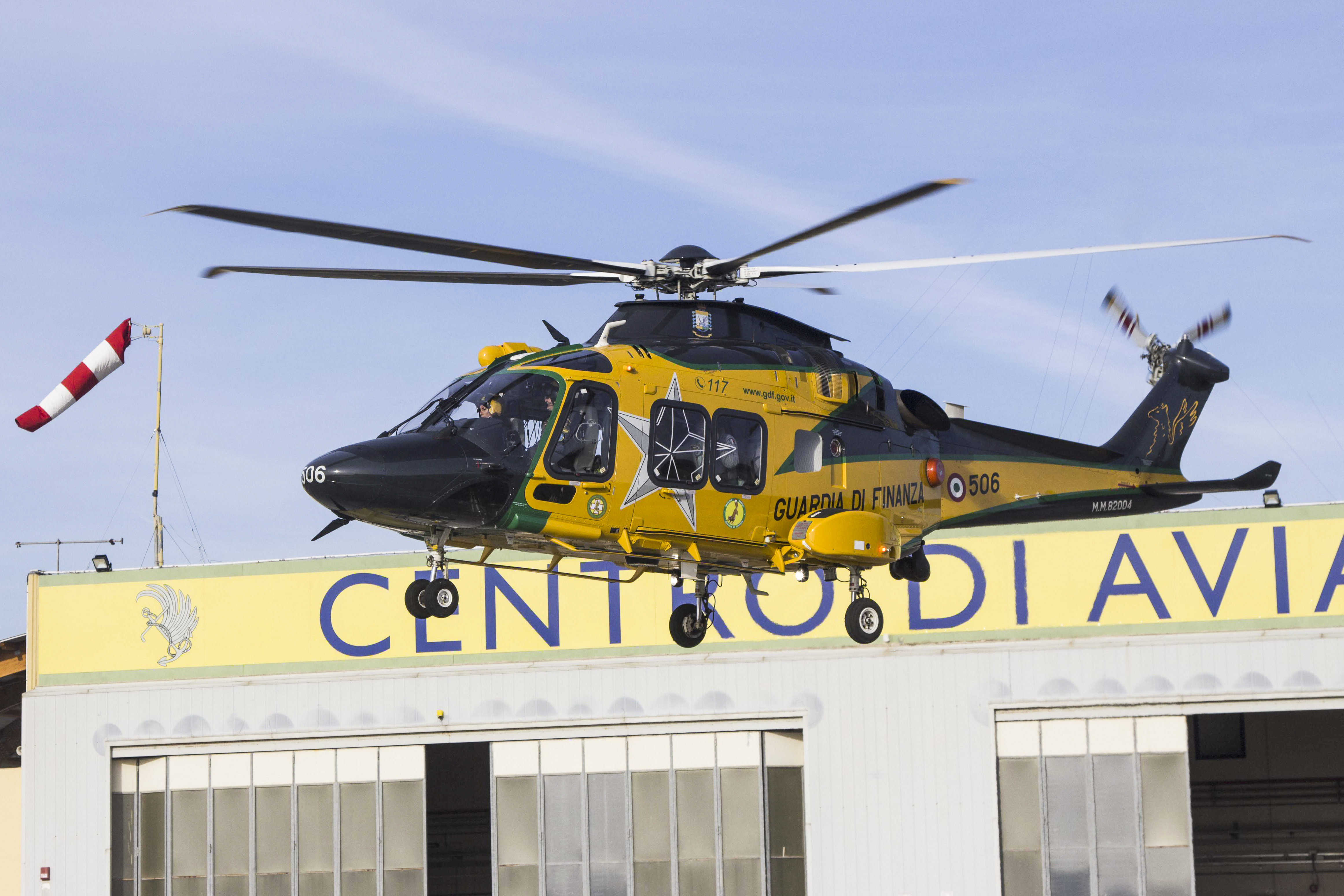
AW169

## Sonstiges

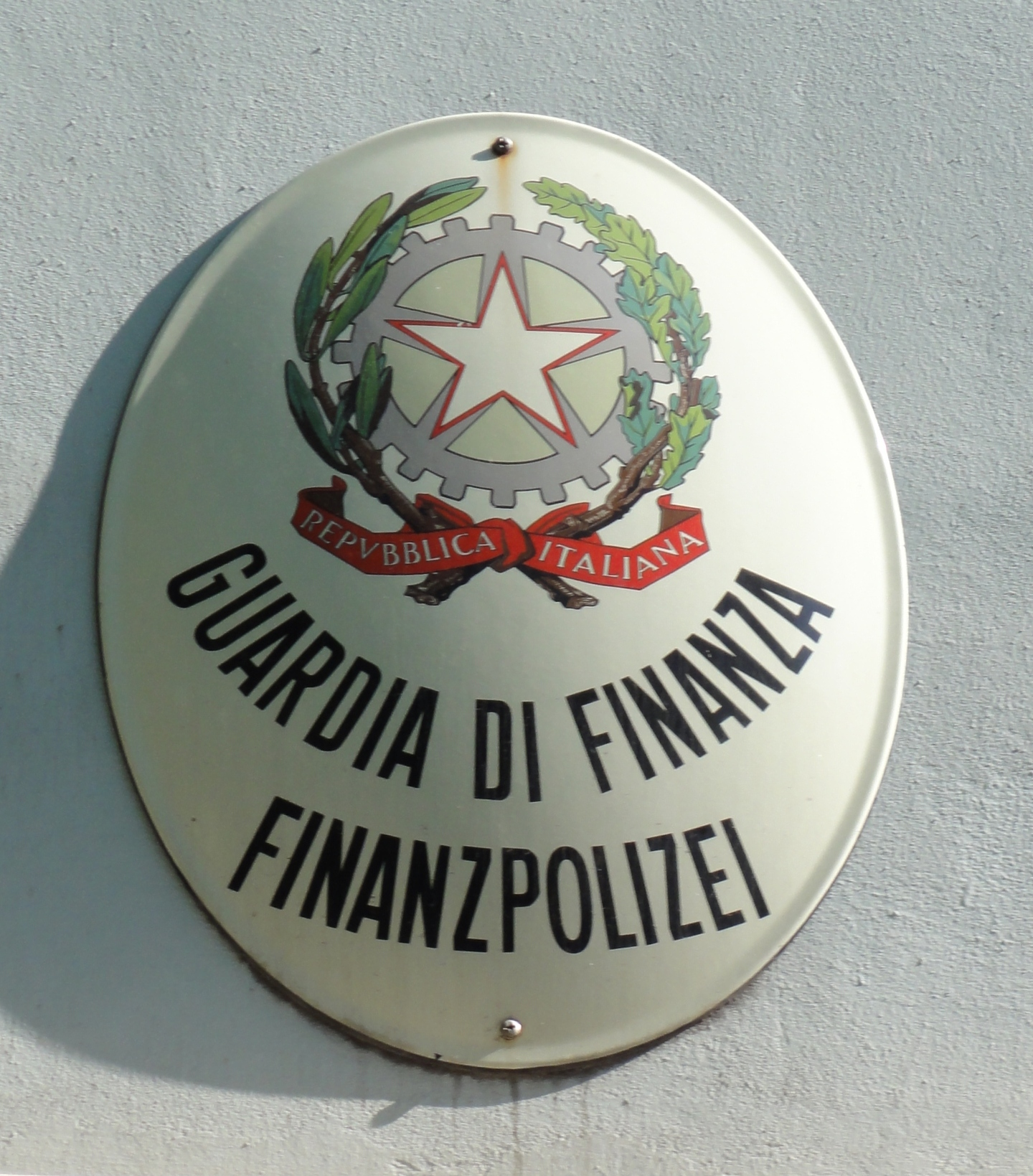
Dienststellenschild der GdF in Südtirol

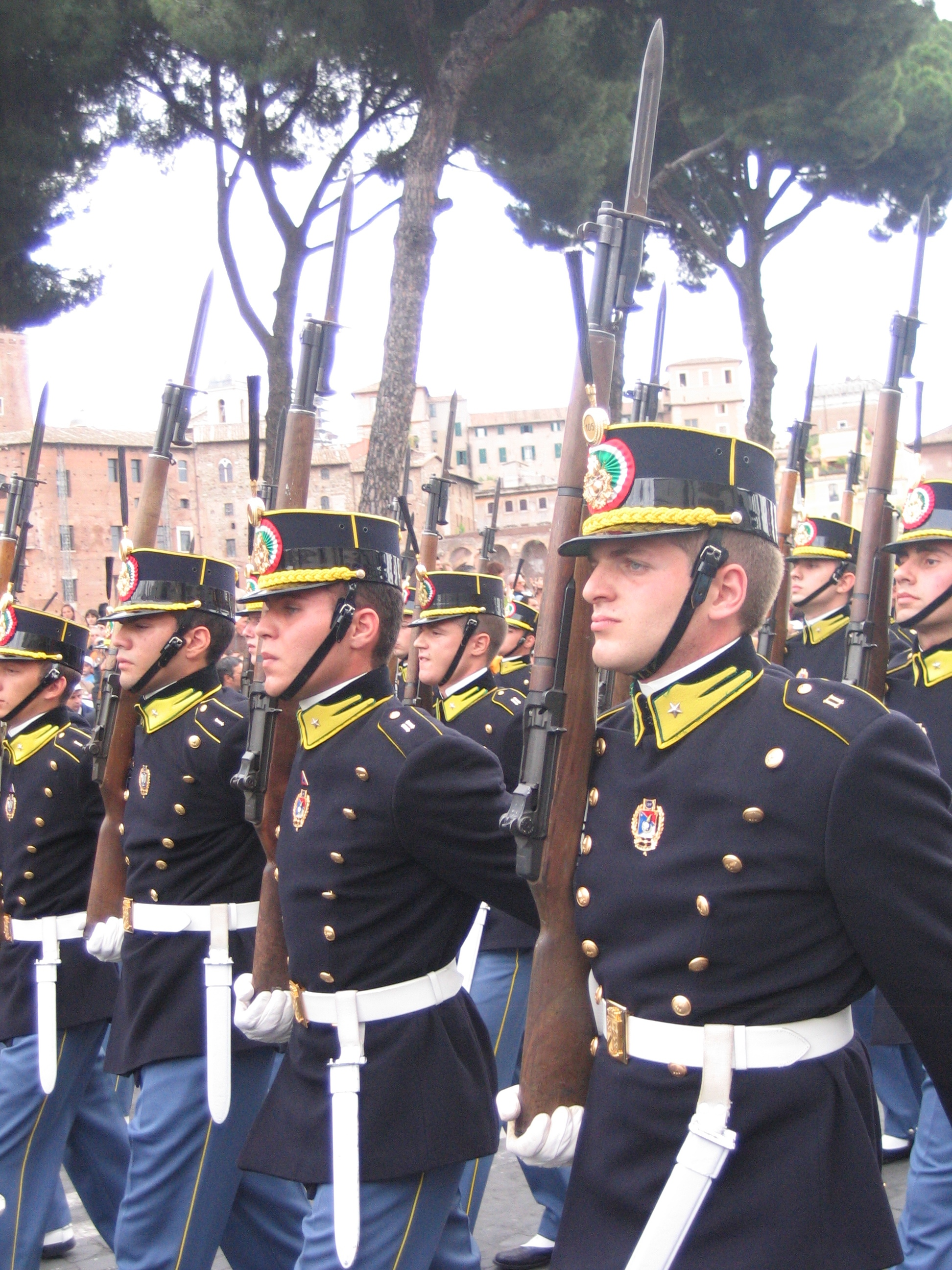
Offizieranwärter in ihrer traditionellen Uniform. Die gelben Kragenspiegel sind deutlich zu erkennen.

Die wörtliche deutsche Übersetzung der italienischen Bezeichnung Guardia di Finanza lautet „Finanzwache“. Die österreichische Zollwache trug von 1843 bis 1920 die Bezeichnung „Finanzwache“, die italienische Guardia di Finanza nannte sich von 1862 bis 1881 Guardia Doganale, also „Zollwache“. In Südtirol lautet die deutschsprachige Eigenbezeichnung der Guardia di Finanza heute „Finanzpolizei“, der Terminus „Finanzwache“ ist jedoch weiterhin geläufig.
Im Volksmund und auch in der italienischen Presse werden die Guardia di Finanza und ihre Angehörigen auch als fiamme gialle oder gelbe Flammen bezeichnet. Der Grund hierfür sind die gelben Kragenspiegel (in Flammenzungenform) an den Uniformen. Letztere hatten bis 2011 einen hellgrauen Farbton, seither sind sie Anthrazit, also etwas dunkler.
In Rom befindet sich in unmittelbarer Nachbarschaft des Generalkommandos am ehemaligen Sitz der Offizierschule das Museum der Guardia di Finanza  (⊙). Es unterhält Außenstellen bei der Gebirgsschule in Predazzo, bei der Schule der Seekomponente in Gaeta, bei der Fliegertruppe in Pratica di Mare, bei Ausbildungseinrichtungen in Bari und Orvieto sowie seit 2020 beim Regionalkommando Venetien im Palazzo Corner Mocenigo in Venedig.